# 埃米尔·赫斯基
埃米尔·威廉·伊凡霍伊·赫斯基（英語：Emile William Ivanhoe Heskey，1978年1月11日—），已退役英格蘭足球員。他司職前鋒，曾於英格蘭國家隊出任左翼，是名力量、衝撞型的攻擊球員。
他家庭是來自安提瓜後裔。

## 生平

### 球會
希斯基出身於當時仍處於英超下游的球會莱斯特城，於1995年首度在聯賽上陣，協助球隊升上英超。他於效力李斯特城期間上陣185場，射入46球。
2000年希斯基以1,100萬英鎊轉會費加盟英超老牌勁旅利物浦。當時他獲得足總盃、聯賽盃和歐洲足協盃三個冠軍。可是加盟利物浦以來，希斯基常遭抨擊，尤其是長時間未能取得入球，曾被利物浦球迷揶揄他，為一名不懂射門的前鋒，然而球迷並沒有理會過他對其他前鋒尤其是作為護衛時的貢獻。
後來由於利物浦成績一直平平，球隊班底更換，希斯基遂於2004年以350萬英鎊轉會至伯明翰城，其時希斯基水準已大不如前，更被國家隊棄用。兩年後伯明翰城降級，希斯基轉會至近年於英超冒起的中小型球會韋根，其身價550萬英鎊打破當時韋根付出的轉會費紀錄，簽約三年。2008年11月1日希斯基在對樸茨茅夫時射入個人第100個入球。即將在2009年夏季約滿的希斯基與利物浦、阿斯顿维拉、曼城、熱刺以至愛華頓先後扯上關係，韋根主席（Dave Whelan）預言希斯基會於1月轉會窗重開時離隊，但領隊卻有信心可以留著希斯基。1月中希斯基知會韋根將留隊直到約滿，但韋根與阿斯顿维拉在1月23日達成協議，以350萬英鎊將希斯基出售，與最初在莱斯特城帶他出身的馬田·奧尼爾再續前緣。
2010年9月4日，希斯基應加歷查的邀請，組成利物浦明星隊並返回利物浦的主場晏菲路為慈善紀念賽作賽。
2012年9月，希斯基轉到澳洲發展，加盟澳洲職業足球聯賽球隊紐卡素噴射機。
2014年12月3日，希斯基於被紐卡素噴射機放棄後，返回英格蘭跟隨舊隊友尼爾·連儂（Neil Lennon）帶領的英冠球會保頓操練，12月24日，於為U21青年隊上陣63分鐘後，36歲的希斯基獲得一紙短期合約。

### 國家隊
希斯基和奧雲同是前英格蘭18歲以下國家代表隊成員，曾協助英格蘭於18歲以下歐洲錦標賽奪得季軍。他們其後於利物浦又一次合作。其時國家隊領隊艾歷臣曾一度視希斯基為重心。他是2002年世界盃外圍賽作客德國一役大勝的功臣之一，當時英格蘭以5比1報捷，正選上陣的希斯基攻入其中一個入球。到2002年世界盃決賽周，希斯基更是球隊的正選，並於淘汰賽對丹麥的賽事取得入球。
不過希斯基入球偏低的表現始終未除。隨著近年曼聯前鋒朗尼的冒起，希斯基終失去正選，其後更遭棄用。加上同樣是頭球了得的高治於國家隊頻頻取得入球，作用相近的希斯基其後整整3年未能重返國家隊。直至2007年9月的歐洲國家盃外圍賽前，由於英格蘭傷兵滿營，希斯基再次入選國家隊，並憑出色表現助英格蘭以3:0擊敗以色列。2007年新任領隊卡比路上任後，赫斯基獲得重用，以柱躉式中鋒角色成為英格蘭隊的主力球員，協助球隊晉級2010年世界盃決賽週。

## 榮譽

### 李斯特城
- 英格蘭聯賽杯：1997年、2000年

### 利物浦
- 英格蘭足總盃：2001年
- 英格蘭聯賽杯：2001年、2003年
- 英格蘭社區盾：2001年
- 歐洲足協盃：2000/01年
- 歐洲超霸盃：2001年

## 外部連結
- soccerbase：希斯基
- 英格蘭足總：希斯基 （页面存档备份，存于）